# Painesville
Painesville är administrativ huvudort i Lake County i delstaten Ohio. Orten har fått sitt nuvarande namn efter militären Edward Paine. Det ursprungliga namnet Champion hedrade lantmätaren Henry Champion. Enligt 2010 års folkräkning hade Painesville 19 563 invånare.